# Hvorfor bytter Manden Hustru?
Hvorfor bytter Manden Hustru? er en amerikansk stumfilm fra 1920 af Cecil B. DeMille.

## Medvirkende
- Gloria Swanson som Beth Gordon
- Thomas Meighan som Robert Gordon
- Bebe Daniels som Sally Clark
- Theodore Kosloff som Radinioff
- Sylvia Ashton som Kate
- Clarence Geldart
- Mayme Kelso som Harriette
- Lucien Littlefield
- Edna Mae Cooper
- Jane Wolfe
- William Boyd
- Clarence Burton
- Julia Faye
- Madame Sul-Te-Wan